# Dorcadion bodemeyeri
Dorcadion bodemeyeri är en skalbaggsart som beskrevs av Daniel K. 1900. Dorcadion bodemeyeri ingår i släktet Dorcadion och familjen långhorningar. Inga underarter finns listade i Catalogue of Life.